# Марсельский жертвенный тариф

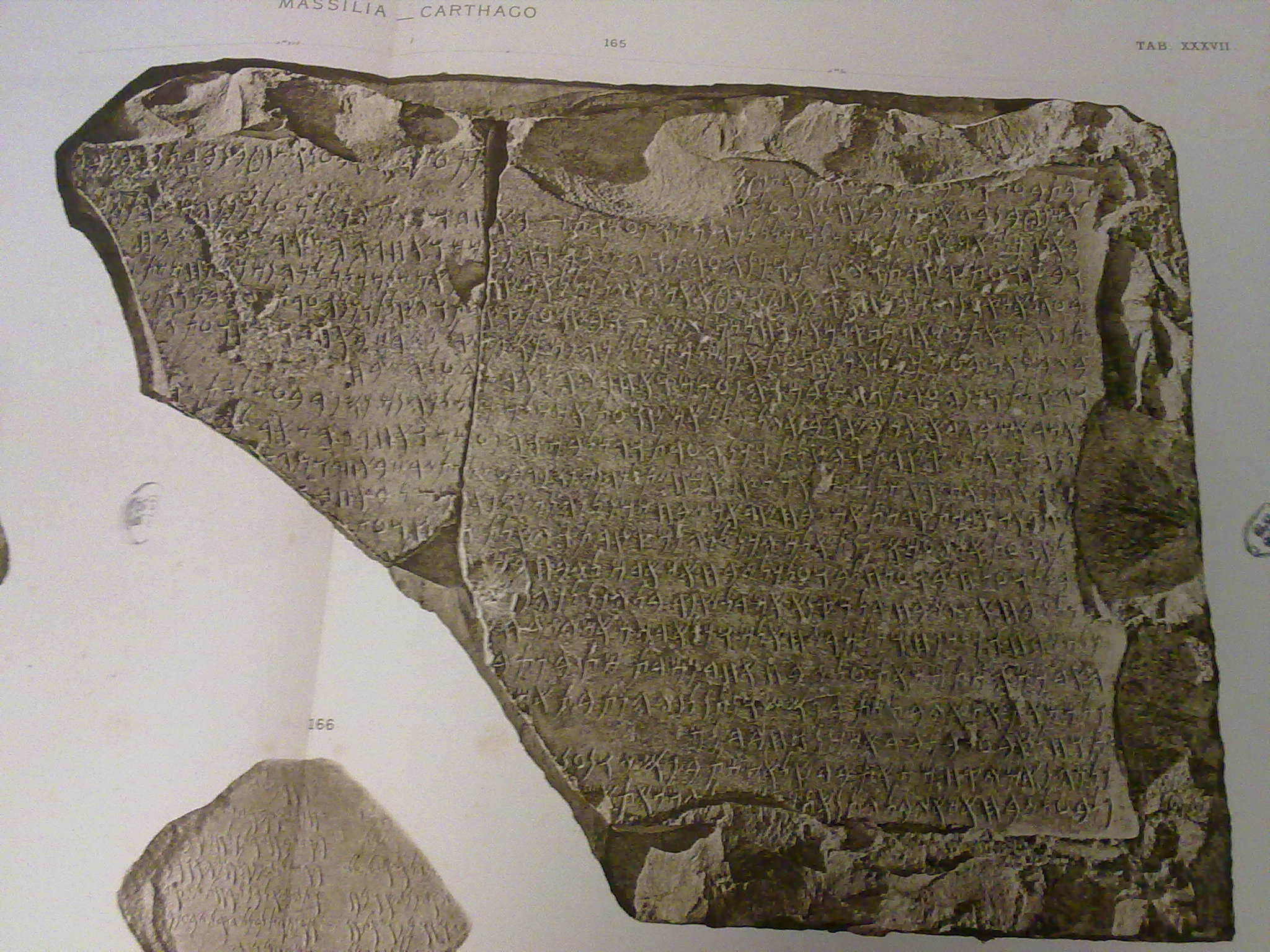
Изображение Марсельского жертвенного тарифа в Corpus Inscriptionum Semiticarum (1885)

Марсе́льский же́ртвенный тари́ф — условное название карфагенского эпиграфического памятника, найденного в Марселе (в Античности — греческой колонии Массалии) в середине XIX века. Является самым полным из дошедших до нас карфагенских жертвенных тарифов, в которых жрецы устанавливали размеры платежей за различные виды жертвоприношений.
Составлен предположительно в III веке до н. э. в Карфагене, а после его гибели был увезён в Массалию и использовался местной финикийской общиной. Относится к карфагенскому храму Баал-Цафона. Текст тарифа начинается так:

Храм Баал-Цафона. Отчёт о назначенных платежах… за каждого быка, является ли он искупительной жертвой, умилостивительной жертвой или же жертвой всесожжения, жрецу полагается 10 мер серебра за каждую и дополнительно за искупительную жертву вес 300 мясом…

Далее перечисляются животные поменьше, птица, оливковое масло, жиры и молоко. Относительно жертвенных животных указывается, какие части туши сжигаются, а какие остаются хозяину.
Из содержания тарифа можно сделать вывод о том, что финикийская община в Массалии имела своих эпонимных магистратов — суффетов и, видимо, в своей внутренней жизни была независима от греческого полиса. В нём прослеживается связь с правилами, установленными Книгой Левит. В настоящее время тариф экспонируется в Британском музее.